# Abrigo de Lecina Superior
El covacho de Lecina Superior se localiza en lo alto del barranco de la Choca, afluente del río Vero en la sierra de Guara en la provincia de Huesca en España.  Contiene representaciones de pinturas rupestres del estilo Esquemático formando parte del conjunto del Arte rupestre del arco mediterráneo de la península ibérica declarado Patrimonio de la Humanidad por la UNESCO en el año 1998 (ref. 874-538).

## Ubicación
El abrigo de Lecina Superior se halla a 740 m de altitud en lo alto de los acantilados del barranco de la Choca en una zona conocida como la ’’Fajana de Pera’’. Se accede al mismo desde Lecina en una hora por un camino claramente señalizado que no presenta ningún tipo de dificultad. Cuenta con servicio de visitas guiadas organizado por parte del Centro de Arte Rupestre del río Vero en Colungo.

## Descripción

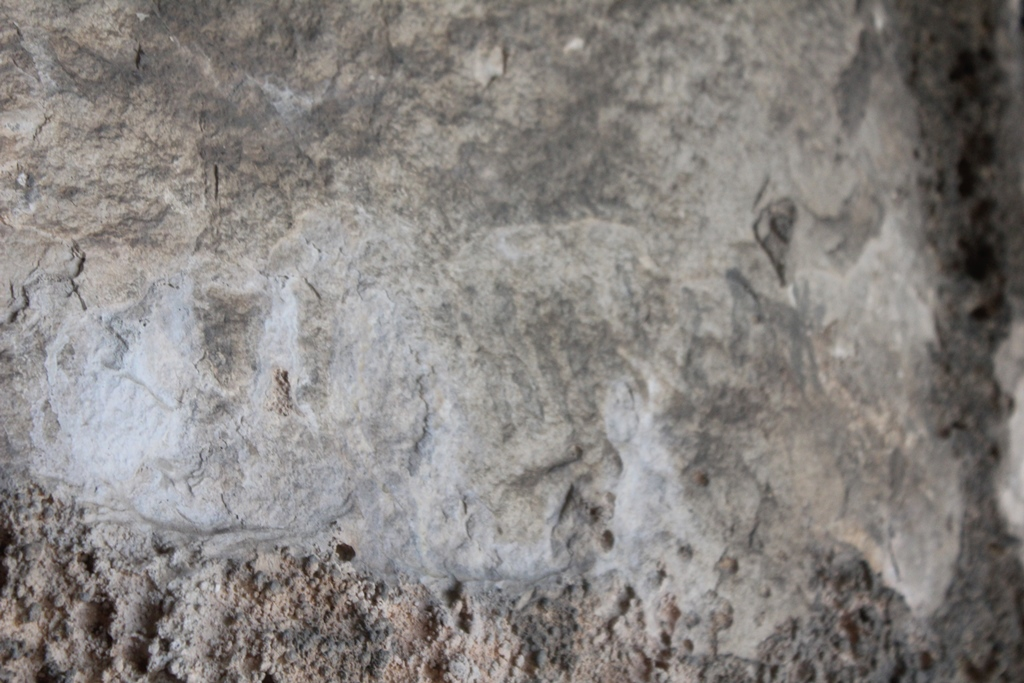
Hilera de barras

### El estilo esquemático de las pinturas de Lecina Superior
Las pinturas rupestres del abrigo de Lecina Superior pertenecen al estilo esquemático, que se caracteriza por la abstracción y simplificación de las representaciones de animales y seres humanos, que quedan reducidos a trazos verticales y líneas horizontales. Este estilo abarca desde el Neolítico a la Edad de los Metales y es la manifestación propia de sociedades sedentarias que ya conocen  la agricultura y la domesticación de los animales.

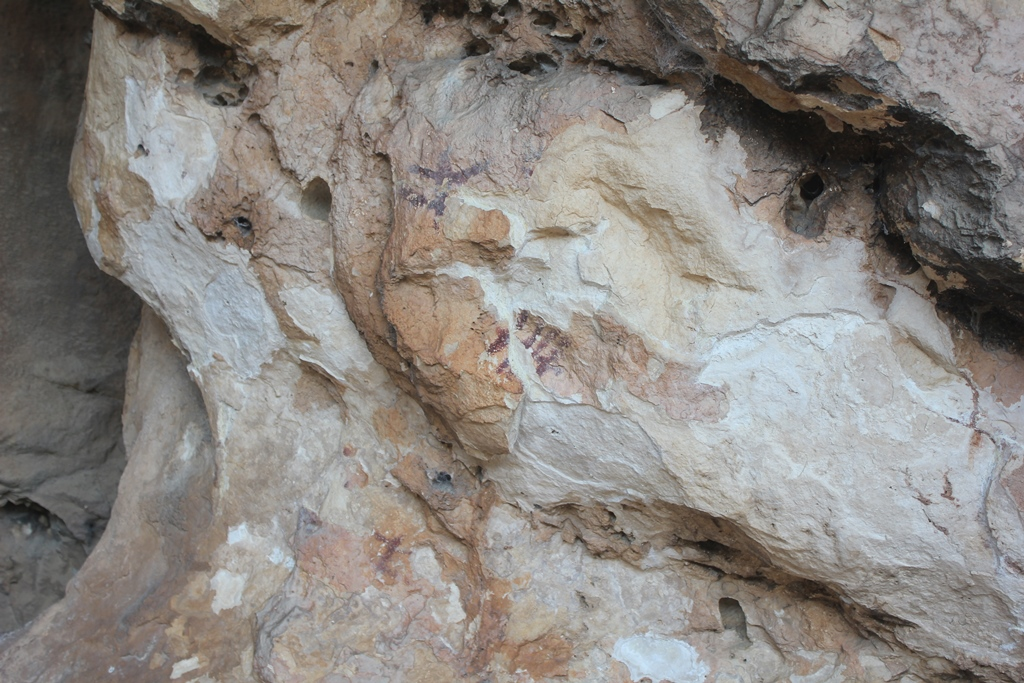
Pectiniforme

### Las pinturas de Lecina Superior
Se trata de un covacho con 19,5m de abertura bucal y 12,5 m de profundidad máxima. Contiene manifestaciones pictóricas distribuidas en seis sectores y pintadas con pigmentos rojos y negros. Se han efectuado labores de conservación para evitar el deterioro del soporte pétreo y de las pinturas. Puede distinguirse: 
- Pectiniforme con  inclinación hacia la derecha y paralelas entre sí.
- Escena con tres cuadrúpedos pintados en negro encima de una capa blanquecina. Sobre uno de ellos se superpone una figura humana en color rojo con los brazos en aspa.
- Hilera de barras verticales en negro.
- Cuadrúpedos.
- Antropomorfos.